# 39
| 39                 |
| ------------------ |
| Dødsfald - Fødsler |
|                    |

| Gregoriansk kalender | 39 XXXIX                |
| Ab urbe condita      | 792                     |
| Armensk kalender     | I/T                     |
| Kinesiske kalender   | 2735 – 2736 戊戌 – 己亥 |
| Etiopisk kalender    | 31 – 32                 |
| Jødisk kalender      | 3799 – 3800             |
| Hindukalendere       |                         |
| - Vikram Samvat      | 94 – 95                 |
| - Shaka Samvat       | N/A                     |
| - Kali Yuga          | 3140 – 3141             |
| Iransk kalender      | 583 BP – 582 BP         |
| Islamisk kalender    | 601 BH – 600 BH         |

Se også 39 (tal)

## Begivenheder
- Kejser Caligula afsætter Herodes Antipas som landshøvding i Galilæa og lægger området ind under sin ven og Antipas' nevø Herodes Agrippas kongedømme.

## Født
- 3. november – Marcus Annaeus Lucanus, romersk digter
- 30. december – Kejser Titus Flavius Vespasianus, romersk kejser fra 79-81